# Claude Heiniger
Claude Heiniger (* 8. Juni 1955) ist ein Schweizer Badmintonspieler. 

## Karriere
Claude Heiniger gewann gemeinsam mit seinem vier Jahre älteren Bruder Roland Heiniger von 1976 bis 1981 sechs nationale Herrendoppeltitel in Folge. Mit dem Team des BC St. Gallen wurden beide von 1975 bis 1982 sogar achtmal in Serie Schweizer Mannschaftsmeister.

## Sportliche Erfolge
| Saison | Veranstaltung                   | Disziplin    | Platz | Name                              |
| ------ | ------------------------------- | ------------ | ----- | --------------------------------- |
| 1976   | Schweizer Einzelmeisterschaften | Herrendoppel | 1     | Claude Heiniger / Roland Heiniger |
| 1977   | Schweizer Einzelmeisterschaften | Herrendoppel | 1     | Claude Heiniger / Roland Heiniger |
| 1978   | Schweizer Einzelmeisterschaften | Herrendoppel | 1     | Claude Heiniger / Roland Heiniger |
| 1979   | Schweizer Einzelmeisterschaften | Herreneinzel | 1     | Claude Heiniger                   |
| 1979   | Schweizer Einzelmeisterschaften | Herrendoppel | 1     | Claude Heiniger / Roland Heiniger |
| 1980   | Schweizer Einzelmeisterschaften | Herreneinzel | 1     | Claude Heiniger                   |
| 1980   | Schweizer Einzelmeisterschaften | Herrendoppel | 1     | Claude Heiniger / Roland Heiniger |
| 1981   | Schweizer Einzelmeisterschaften | Herrendoppel | 1     | Claude Heiniger / Roland Heiniger |